# Euphorbia deightonii
Espèce
Euphorbia deightonii est une espèce de plantes à fleurs de la famille des Euphorbiaceae. Ce sont des plantes ramifiées à leur base sans tronc distinct. Elles se présentent sous la forme d'un arbuste haut de 6 m. On la trouve dans les régions tropicales de l'Afrique de l'Ouest, principalement en Sierra Leone, au Ghana, au Nigeria et au Cameroun.

## Autres utilisations
Euphorbia deightonii est une espèce de plante cultivée en Afrique, dans le cadre d'implantation d'une haie. Ces branches plus basses étant enterrées dans le sol fournissent ainsi une barrière épaisse à la base. Il est utilisé au Nigeria comme fleur de décoration et de marquage de tombes chrétiennes. En Sierra Leone, les Kissi enduisait leurs épées et lances de la sève issue de la plante, cette sève de couleur blanche est très toxique.

## Étymologie
Son épithète spécifique deightonii rend hommage au botaniste Frederick Claude Deighton (1903-1992), collecteur au Ghana et en Sierra Leone.